# São Sebastião do Anta
São Sebastião do Anta este un oraș în Minas Gerais (MG), Brazilia.